# Catedral basílica de San Pedro (Vannes)
La basílica catedral de San Pedro o simplemente catedral de Vannes (en francés: Basilique-Cathédrale Saint-Pierre) es una iglesia católica en Vannes, Bretaña, al norte de Francia. La basílica es la sede del obispo de Vannes.
El actual edificio gótico se erigió en el sitio de la antigua catedral románica. Su construcción duró desde el siglo XV hasta el siglo XIX; si se considera la existencia del campanario románico del siglo XIII, tuvo un total de siete siglos de construcción.
El primer edificio fue erigido alrededor de 1020 en estilo románico. Construido en granito y continuamente modificado por la adición de nuevas estructuras, la catedral es un edificio muy compuesto. La reconstrucción en estilo gótico data principalmente de los siglos XV y XVI. En este período, la nave y la ornamentada entrada al extremo norte del transepto norte, cuyos doce nichos, según la costumbre bretónica, debían albergar a los apóstoles, fueron construidas en forma elevada. La torre norte es el remanente principal del antiguo edificio románico, mientras que las bóvedas y el coro fueron construidos entre 1771 y 1774.
En las novelas de Alejandro Dumas, el mosquetero Aramis aparece en un momento como obispo de Vannes y lógicamente debe haber "servido" en esta misma catedral.
San Vicente Ferrer, el famoso santo valenciano, el cual pasó sus últimos meses en Vannes, descansa en dicha catedral.

## Véase también

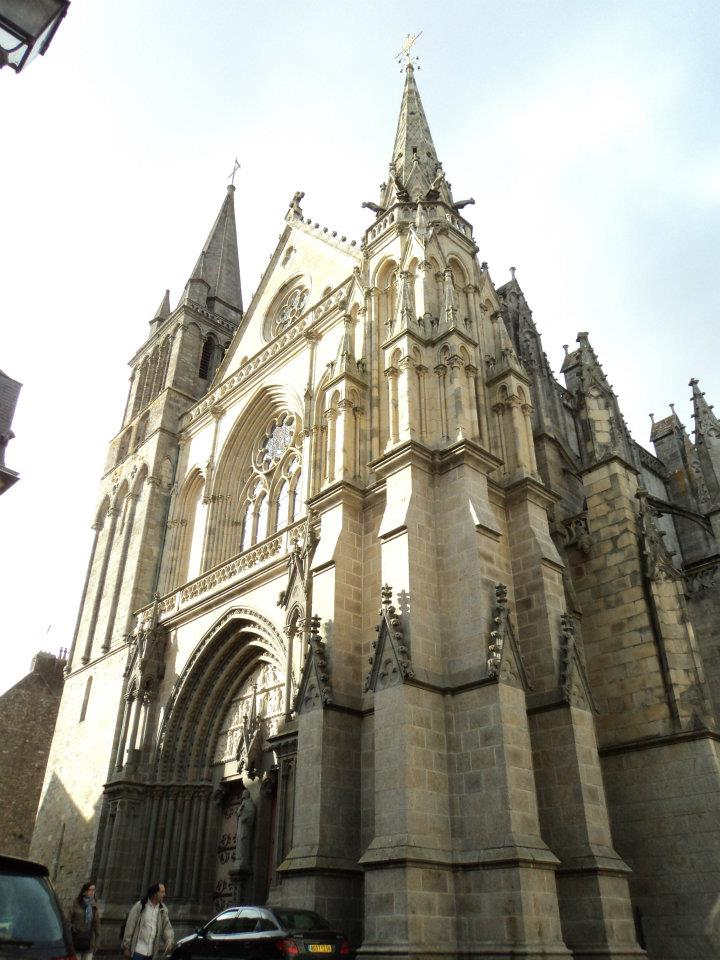
Otra vista del templo